# Mozdonyok és vonatok enciklopédiája
A Mozdonyok és vonatok enciklopédiája (eredeti címe: The Encyclopedia of Trains and Locomotives) egy 2003-ban megjelent vasúti könyv. A könyv több mint 900 vasúti járművön keresztül mutatja be a vasút fejlődését 1825-től egészen 2003-ig. A magyar fordítást Babits Péter készítette el.

## A tartalom ismertetése
Az enciklopédia megismertet a vasút és a mozdonyok történetével, a lónál alig gyorsabb első gépezetektől, egészen az akár 500 km/óra sebesség elérésére is képes mágneses lebegtetésű vonatokig. A könyvben a világ legismertebb és a vasúttörténet szempontjából legfontosabb mozdonyait és vonatait neves szakértők mutatják be. Az egyes típusok az üzembe állító országok megjelölésével kronológiai sorrendben találhatóak meg, és a  leírásokból az is megtudható, hogy a vasút milyen szerepet játszott a világ formálásában.
A könyv három fő részből áll: Gőzmozdonyok; Dízelmozdonyok és -vonatok; Villamos mozdonyok és -vonatok, azokon belül időrendi bontást találhatunk a legfontosabb mozdonytípusokról és vonatokról. Az ismertetéseket gazdag képanyag egészíti ki. A leírások a szakszerű ismertetés és adatközlés mellett háttérinformációkkal is megismertetik az olvasót. Minden egyes típusnál megadja az üzembeállító országot, az üzembeállítás dátumát, valamint a legfőbb műszaki paraméterek összefoglalóját. Ismertetésre kerül a mozdony illetve vonat története, alkalmazása, elterjedése, sikerei és esetleges kudarcai, valamint máshonnan átvett típusoknál azok eredete. A műből átfogó vasúttörténetet kapunk. Nemcsak annak technikatörténeti vetületét ismerhetjük meg, hanem tanulságos vázlatot arról, hogyan szolgáltak-szolgálnak a mozdonyok az ember lakta földrészeken, és hogyan járultak hozzá az egyes országok ehhez a maguk vasúti fejlesztéseivel. „A vasút története sokkal több, mint technikatörténet, több mint gazdaságtörténet: benne nagyrészt megcsillan a legújabbkori civilizáció története is.”
Az enciklopédia legalább tíz nyelven található meg a világ számos országában, a világnyelveken (angol, francia, spanyol, német) kívül holland, lengyel, rétoromán, szlovén, lett és magyar nyelvről szerepel információ a VIAF adatbázisában. A kötet a WorldCat szerint a világ 257 könyvtárában található meg.

## Tartalomjegyzék
- Bevezetés

### Első rész:Gőzmozdonyok
- 1825–1899
- 1900–1924
- 1925–1939
- 1940–1981

### Második rész:Dízelmozdonyokés -vonatok
- 1906–1961
- 1962–2002

### Harmadik rész: Villamos mozdonyok és -vonatok
- 1884–1945
- 1946–2003
- Fogalomjegyzék
- Név- és tárgymutató
- Képjegyzék

## Magyarul
- Mozdonyok és vonatok enciklopédiája. Több mint 900 gőz-, dízel- és villamos mozdony részletes ismertetése, 1825-től napjainkig; főszerk. David Ross, ford. Babits Péter; Alexandra, Pécs, 2006